# Sébastien Gardillou
Sébastien Gardillou, né le 29 août 1975 à Périgueux, est un entraîneur français de handball.
En 2016, il rejoint l'équipe de France féminine, tout d'abord en tant qu'adjoint de Olivier Krumbholz puis en lui succédant en 2024.

## Biographie
C'est à Limoges où tout a commencé en handball pour Sébastien Gardillou, : il est d'abord joueur à l'ASPTT Limoges, évoluant dès l'âge à 16 ans en Nationale 3, puis une année au CAPO Limoges. Puis il prend le goût de l'entraînement et débute, à 20 ans, en étant joueur-entraîneur. 
Comme entraîneur, il est responsable de l'ASPTT Limoges pendant deux ans, puis arrive à Poitiers pour prendre en charge en 1999 l'équipe féminine du Poitiers EC/JC qui évoluait en Nationale 1 (D2) et en 2000, à 25 ans, le pôle espoirs féminin de Poitiers
En 2001, il est nommé sélectionneur de l' équipe de France junior féminine puis est chargé des analyses vidéo de l'équipe de France A à partir de 2005
Il redevient ensuite entraîneur en rejoignant à l'été 2010 le meilleur club féminin français, le Metz Handball. Dès sa première année, il réalise le doublé Championnat-Coupe de la Ligue. Sa seconde saison est plus difficile pour Gardillou et le club qui ne remporte aucun titre. Gardillou est évincé à la fin de la saison 2011-2012 et rejoint alors l'OGC Nice Côte d'Azur Handball, promu en première division, qu'il parvient à maintenir dans l'élite puis qu'il conduit à progresser au sein de l'élite française avec en 2016 une demi-finale en Championnat et une finale en Coupe de la Ligue.
En 2016, il retrouve l'équipe de France féminine en tant qu'entraîneur-adjoint d'Olivier Krumbholz, contribuant à faire de la France l'une des toutes meilleures équipes nationales qui remporte tous les titres majeurs (Championne du monde en 2017 et 2023, Championne d'Europe en 2018 et Championne olympique en 2021) ainsi que quatre médailles d'argent. 
En septembre 2024, alors qu'Olivier Krumbholz avait annoncé que les Jeux olympiques 2024 seraient sa dernière compétition, c'est Sébastien Gardillou qui est choisi pour lui succéder en tant qu'entraîneur principal de l'équipe de France féminine.

## Palmarès
Son palmarès en tant qu'entraîneur de clubs est :
- vainqueur du championnat de France en 2011
- vainqueur de la coupe de la Ligue en 2011

Son palmarès en tant qu'entraîneur-adjoint de l'équipe de France est :
- Médaille d'argent aux Jeux olympiques 2016
- Médaille d'or au Championnat du monde 2017
- Médaille d'or au Championnat d'Europe 2018
- Médaille d'argent au Championnat d'Europe 2020
- Médaille d'or aux Jeux olympiques en 2021
- Médaille d'argent au Championnat du monde 2021
- Médaille d'or au Championnat du monde 2023
- Médaille d'argent aux Jeux olympiques 2024

## Galerie

Sébastien Gardillou, le 26 septembre 2014
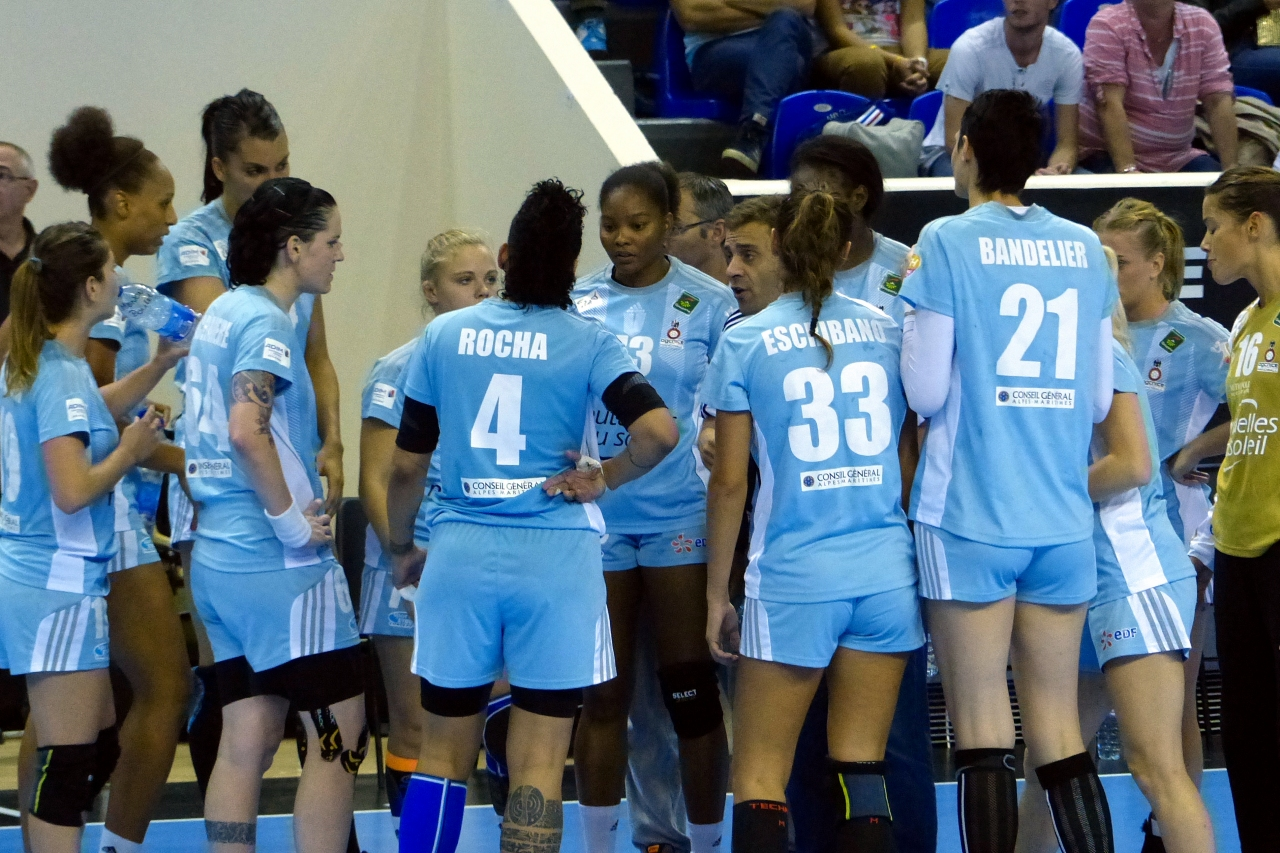
Avec ses joueuses de l'OGC Nice lors d'un temps mort.
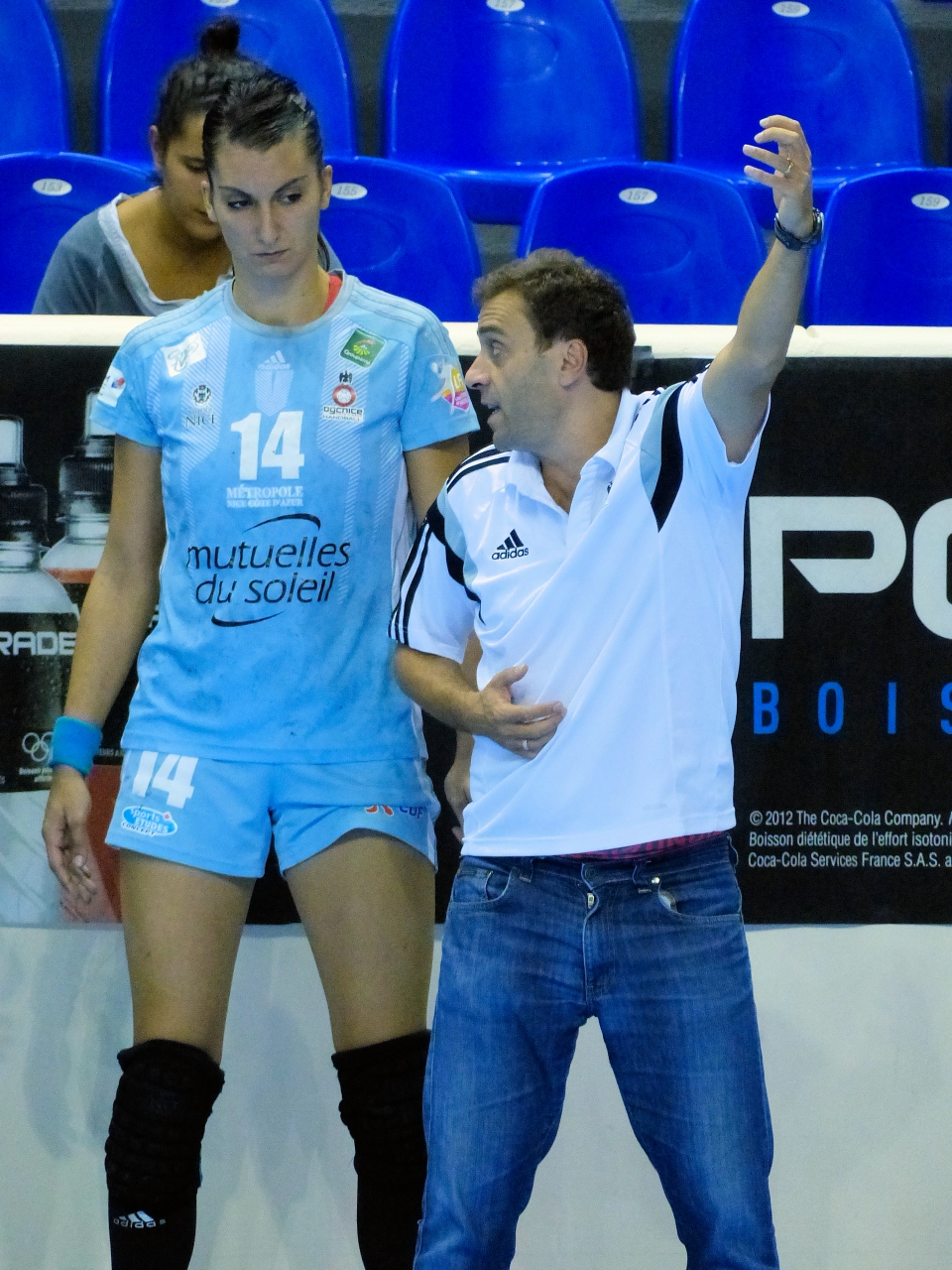
Avec Elisabeth Chávez.